# Branko Radičević
Branko Radičević, (nacido Aleksije Radičević; cirílico: Бранко Радичевић, pronunciado [[Transcripción fonética|brǎːŋko radǐːtʃeʋitɕ]]; Slavonski Brod, 28 de marzo de 1824 - Viena, 1 de julio de 1853) fue un poeta y escritor serbio.
Junto con Đuro Daničić, fue el seguidor más leal de la reforma de Vuk Stefanović de la ortografía del idioma serbio y la introducción de la lengua vernácula en la literatura serbia. Escribió cincuenta y cuatro poemas líricos y siete poemas épicos, dos extractos y veintiocho cartas. Junto con Jovan Jovanović Zmaj y Laza Kostić, fue el poeta más importante del romanticismo serbio.

## Biografía
Branko Radičević nació en Slavonski Brod el 15 de marzo de 1824. Aleksije era su nombre de nacimiento, en honor a San Aleksije (San Alejo). Años después se cambia el nombre a Branko, el cual era un nombre más común en Serbia. Cursó la escuela secundaria en Sremski Karlovci, lugar donde escribió sus más famosos poemas. Estudió derecho en Viena, que en aquel entonces era parte del Imperio austríaco. En 1847 escribió su primer libro de poesía. 
Fue un seguidor de las ideas de Vuk Stefanović. Escribió su colección llamada Pesme en lengua vernácula. Era alegre por naturaleza y primero escribió canciones de amor y patrióticas. Cuando su salud empezó a decaer, comenzó a escribir elegías.
Debido a la revolución que envolvió a la monarquía de Habsburgo, Radičević abandonó Viena y vivió en varios lugares de Sirmia. La fama que le trajeron las primeras canciones fue grande en el Principado de Serbia, donde fue varias veces. Ante el temor de que su presencia provocara malestar entre los jóvenes de secundaria, las autoridades lo expulsaron de Belgrado.
En ese momento, comenzó a padecer tuberculosis. Al regresar a Viena en 1849, se matriculó en estudios de medicina, tratando de encontrar una cura, pero continuó estudiando literatura en 1851.
Murió de tuberculosis el 1 de julio de 1853 en un hospital de Viena, falleció solo durante la noche. Fue enterrado en Stražilovo. Su padre publicó póstumamente una colección de poemas en 1862.

## Obras
Con Radičević, las canciones con motivos y estados de ánimo claramente líricos entraron en la literatura serbia por primera vez. Esas canciones cantaban principalmente sobre las alegrías y las bellezas de la juventud. Sin embargo, la mayoría de sus poemas, como Kad mlidija 'umreti o Đački rastanak, Radičević escribió elegías.
La obra más famosa de Radičević es el poema Đački rastanak. La elegía Kad mlidijah (razmišljah) umreti, publicada póstumamente, es una de las elegías más famosas de la literatura serbia, en la que el poeta preveía una muerte inminente.
Además de las canciones líricas, el amor por la poesía popular llevó a Radičević a escribir canciones épicas. En 1851 se publicaron dos poemas épicos como segunda colección de poemas. Otros poemas inéditos se publicaron en la colección de 1862.
Como partidario de las opiniones de Vuk, Radičević escribió el poema alegórico-satírico Put, dirigido contra la poesía pseudo-clásica y el antiguo lenguaje literario. En la primera parte de la canción, Radičević se burla del mayor oponente de Vuk Stefanović, Jovan Hadžić y en la segunda parte de la canción, se glorifican las reformas de Stefanović.

## Obras notables
- Pesme (1847).
- Pesme II (1851).
- Pesme III (1862, póstumamente)